# کوربل (شهرستان سونوما، کالیفرنیا)
کوربل، شهرستان سونوما، کالیفرنیا (به انگلیسی: Korbel) یک محدوده ثبت‌نشده در ایالات متحده آمریکا است که در شهرستان سونوما، کالیفرنیا واقع شده‌است. کوربل ۲۸٫۰۴ متر بالاتر از سطح دریا واقع شده‌است.